# Хималайски кедър
Хималайският кедър (Cedrus deodara) е вид кедрово дърво, специфично за западните Хималаи. То е вечнозелено иглолистно дърво, което достига до 45 m височина и има до 3 m диаметър на стъблото. Короната му е конична в първите години от израстването, като с напредването на възрастта му става все по-разклонена. Клоните растат хоризонтално.